# WordPress.com
WordPress.com是一个博客寄存服务站点，由Automattic公司所持有。2005年8月8日进行Beta测试，2005年11月21日向公众开放。它使用的是开源博客软件WordPress。WordPress.com可免费使用，付费VIP用户可得到更多支持。閱讀或評論wordpress.com博客的文章时，注册不是必需的。但如果想要撰寫博客，则必須擁有一個帳戶。

## 中国大陆
在中国大陆，WordPress.com自2006年开始无法访问，之后间歇性地能够访问。2009年-2010年间彻底被封，2010年上半年解封至今，但访问不稳定。大陆有些地区依然不能访问，有些地区虽能访问，但较其他大陆站点慢许多。在Wordpress.com升级后恢复正常访问，用户可以注册申请博客。进入2011年5月份以来，有用户出现无法登錄的情况。
2013年，中国大陆的用户可以用https加密的方式访问wordpress,但不能注册账号。2013年4月，Wordpress.com首页短时间https被封锁。2013年5月，中国大陆用户又可正常进入https页面但仍不可注册账号。2013年起，Wordpress.com中加密的HTTPS页面在中国大陆境内基本可以正常访问，而明文传输的HTTP页面则依旧被封锁。2013年9月用于Gravatar的注册和登錄关联HTTPS可以访问。目前中国大陆的用户可直接访问WordPress.com的大部分站点以及进行登录和注册等操作，但是部分特定站点遭遇封锁无法访问。
一些中国大陆的国产浏览器（如搜狗浏览器）会阻止WordPress.com的访问，提示“据用户投诉及相关法律法规和政策，该网页包含违法或违规内容，已停止访问”。

## 与微软合作
2010年9月28日，微软宣布将停止Windows Live Spaces服务，与WordPress.com合作，并将现有用户的博客账户迁移到WordPress.com网站。现有的用户在2011年3月之前仍然可以使用Windows Live Spaces，不过之后就需要切换到WordPress.com或者将原有博客内容下载到自己的计算机上。中国大陆访问WordPress.com不稳定，Live Spaces中国官方之前称正在筹备“本地解决方案”，後确定新浪博客为中国大陆唯一官方合作伙伴。